# Battaglia dell'Isonzo (V secolo)
La battaglia dell'Isonzo fu combattuta il 28 agosto del 489 d.C. sulle rive del fiume Isonzo, non lontano da Aquileia.
Si ritiene che lo scontro avvenne presso la Mainizza (ora nel comune di Farra d'Isonzo), dove ai tempi dei Romani c'era il Pons Sonti sulla strada che collegava Emona (l'attuale Lubiana) ad Aquileia.
Teodorico il Grande, re degli Ostrogoti, sconfisse Odoacre, il quale si ritirò e fu successivamente sconfitto a Verona.